# Carolina Valencia
Carolina Valencia Hernández (8 de fevereiro de 1985) é uma levantadora de peso olímpico mexicana.
Conquistou uma medalha de ouro nos Jogos Pan-Americanos de 2007 no Rio de Janeiro na categoria até 48 kg feminino, com 168 kg no total.
Durante a prova, Carolina levantou 78 kg na modalidade arranco e superou o recorde dos Jogos Pan-Americanos anterior de 77,5 kg, pertencente a americana Tara Nott.
QUADRO DE RESULTADOS
| Ano  | Competição                                       | Classe de peso | Marca (kg)      | Pos. |
| ---- | ------------------------------------------------ | -------------- | --------------- | ---- |
| 2004 | Campeonato Pan-Americano em Cáli                 | –48 kg         | 157,5 (70+87,5) | 4.   |
| 2004 | Campeonato Mundial Júnior em Minsk               | –48 kg         | 0               | ---  |
| 2005 | Campeonato Mundial Júnior em Busan               | –48 kg         | 159 (72+87)     | 2    |
| 2005 | Campeonato Mundial em Doha                       | –48 kg         | 171 (74+87)     | 14.  |
| 2006 | Campeonato Pan-Americano na Cidade da Guatemala  | –48 kg         | 167 (74+93)     | 1    |
| 2006 | Jogos Centro-Americanos e do Caribe em Cartagena | –48 kg         | 177 (77+97)     | 1    |
| 2006 | Campeonato Mundial em São Domingos               | –48 kg         | 165 (73+92)     | 11.  |
| 2007 | Jogos Pan-Americanos no Rio de Janeiro           | –48 kg         | 168 (78+90)     | 1    |
| 2007 | Campeonato Mundial em Chiang Mai                 | –48 kg         | 169 (77+92)     | 13.  |
| 2009 | Campeonato Pan-Americano em Chicago              | –48 kg         | 180 (83+97)     | 1    |
| 2009 | Campeonato Mundial em Goyang                     | –48 kg         | 182 (82+100)    | 8.   |
| 2010 | Campeonato Pan-Americano na Cidade da Guatemala  | –48 kg         | 167 (74+93)     | 1    |
| 2010 | Jogos Centro-Americanos e do Caribe em Mayagüez  | –48 kg         | 176 (78+98)     | 1    |
| 2010 | Campeonato Mundial em Antália                    | –48 kg         | 171 (76+95)     | 10.  |
| 2012 | Campeonato Pan-Americano em Antigua Guatemala    | –48 kg         | 173 (73+100)    | 2    |
| 2013 | Campeonato Pan-Americano em Caracas              | –48 kg         | 173 (74+99)     | 2    |
| 2013 | Campeonato Mundial em Breslávia                  | –48 kg         | 181 (78+103)    | DSQ  |
| 2017 | Campeonato Pan-Americano em Miami                | –48 kg         | 173 (75+98)     | 2    |
| 2017 | Campeonato Mundial em Anaheim                    | –48 kg         | 170 (75+95)     | 10.  |